# Municipio de Fleming (condado de Aitkin)
El municipio de Fleming (en inglés: Fleming Township) es un municipio ubicado en el condado de Aitkin en el estado estadounidense de Minnesota. En el año 2010 tenía una población de 312 habitantes y una densidad poblacional de 3,32 personas por km².

## Geografía
El municipio de Fleming se encuentra ubicado en las coordenadas 46°38′15″N 93°30′21″O / 46.63750, -93.50583. Según la Oficina del Censo de los Estados Unidos, el municipio tiene una superficie total de 93.97 km², de la cual 87,02 km² corresponden a tierra firme y (7,4 %) 6,95 km² es agua.

## Demografía
Según el censo de 2010, había 312 personas residiendo en el municipio de Fleming. La densidad de población era de 3,32 hab./km². De los 312 habitantes, el municipio de Fleming estaba compuesto por el 99,04 % blancos y el 0,96 % eran de una mezcla de razas. Del total de la población el 0,64 % eran hispanos o latinos de cualquier raza.